# Карлтон-Мартелло-Тауэр
Карлтон-Мартелло-Тауэр (англ. Carleton Martello Tower) — историческая башня мартелло в городе Сент-Джон в провинции Нью-Брансуик (Канада). Одна из девяти сохранившихся башен мартелло в Канаде. Башня датируется англо-американской войной 1812 года, она играла значительную роль в конфликтах до Второй мировой войны. На территории форта есть отреставрированные пороховой погреб и казарма, а также экспонаты в башне и в центре для посетителей. С крыши башни открывается вид на город Сент-Джон и городскую гавань. Башня Карлтон-Мартелло — одно из старейших зданий города, с 1930 года признана Национальным историческим памятником Канады. Башня открыта для посещения с 1963 года.

## История
Строительство башни на скалистом утёсе для охраны подступов к городу началось в 1813 году, во время войны 1812 года. Мартелло была предназначена для защиты от наземного вторжения из США, но строительство башни было завершено только в 1815 году, после окончания войны. Башня представляла собой круглую каменную конструкцию, 9 м в высоту и 15 м в диаметре. Планировалось, что он получит три 4-фунтовых и две 24-фунтовые пушки, но они так и не были установлены.

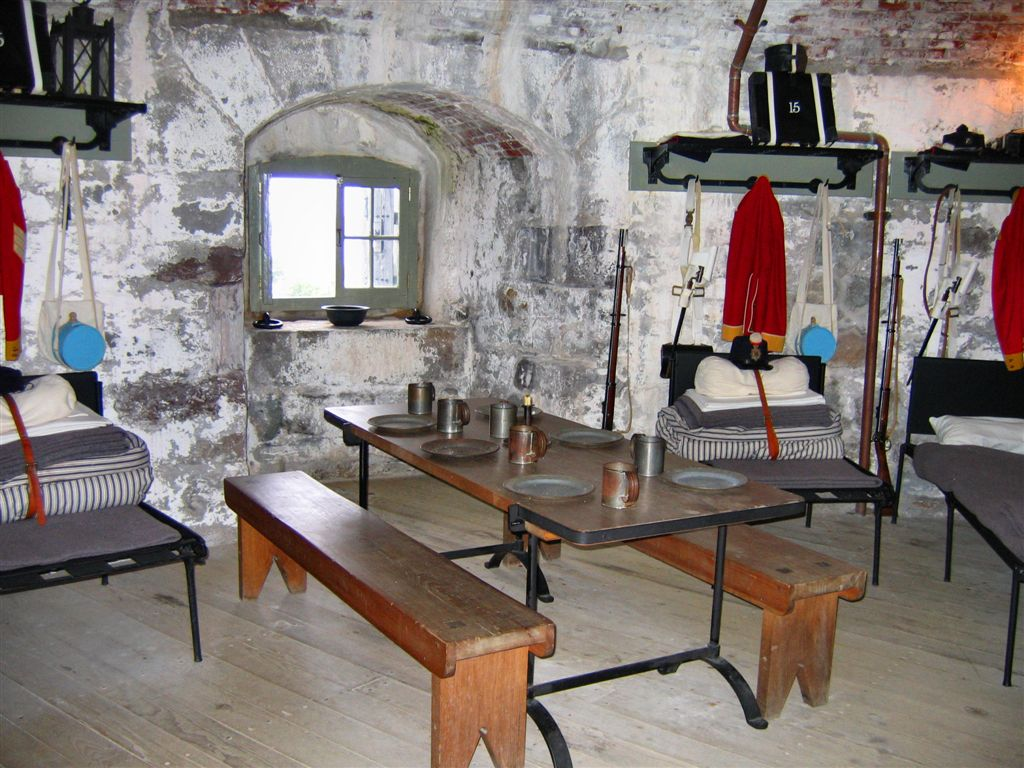
Интерьер башни

Башня Карлтон-Мартелло была третьим звеном в обороне Сент-Джона, вместе с фортом Хау, защищающим узкие реки, и фортом Дафферин, охраняющим вход в гавань возле острова Партридж.
В 1846 году внутри башни было построено бомбоустойчивое помещение, который с 1859 по 1866 год служило пороховым магазином. В 1866 году форт получил два 32-фунтовых орудия, которые гарнизонный артиллерийский полк Нью-Брансуика укомплектовал для защиты города на случай фенианского вторжения. Пушки были сняли в 1877 году.
С 1866 по 1869 год башня служила казармой. Во время Первой мировой войны форт служил центром содержания дезертиров 69-го батальона с ноября 1915 года по апрель 1916 года.
В конце 1939 года, в начале Второй мировой войны, 8-я зенитная батарея разместила на верхнем уровне башни несколько пулеметов. В августе 1941 года на вершине башни была возведена двухэтажная бетонная конструкция, чтобы башня могла функционировать как пожарный командный пункт, который функционировал до августа 1944 года. Солдаты 3-й бригады побережья Нью-Брансуика укомплектовали башню с 1941 года до тех пор, пока она не прекратила свою деятельность в 1944 году.

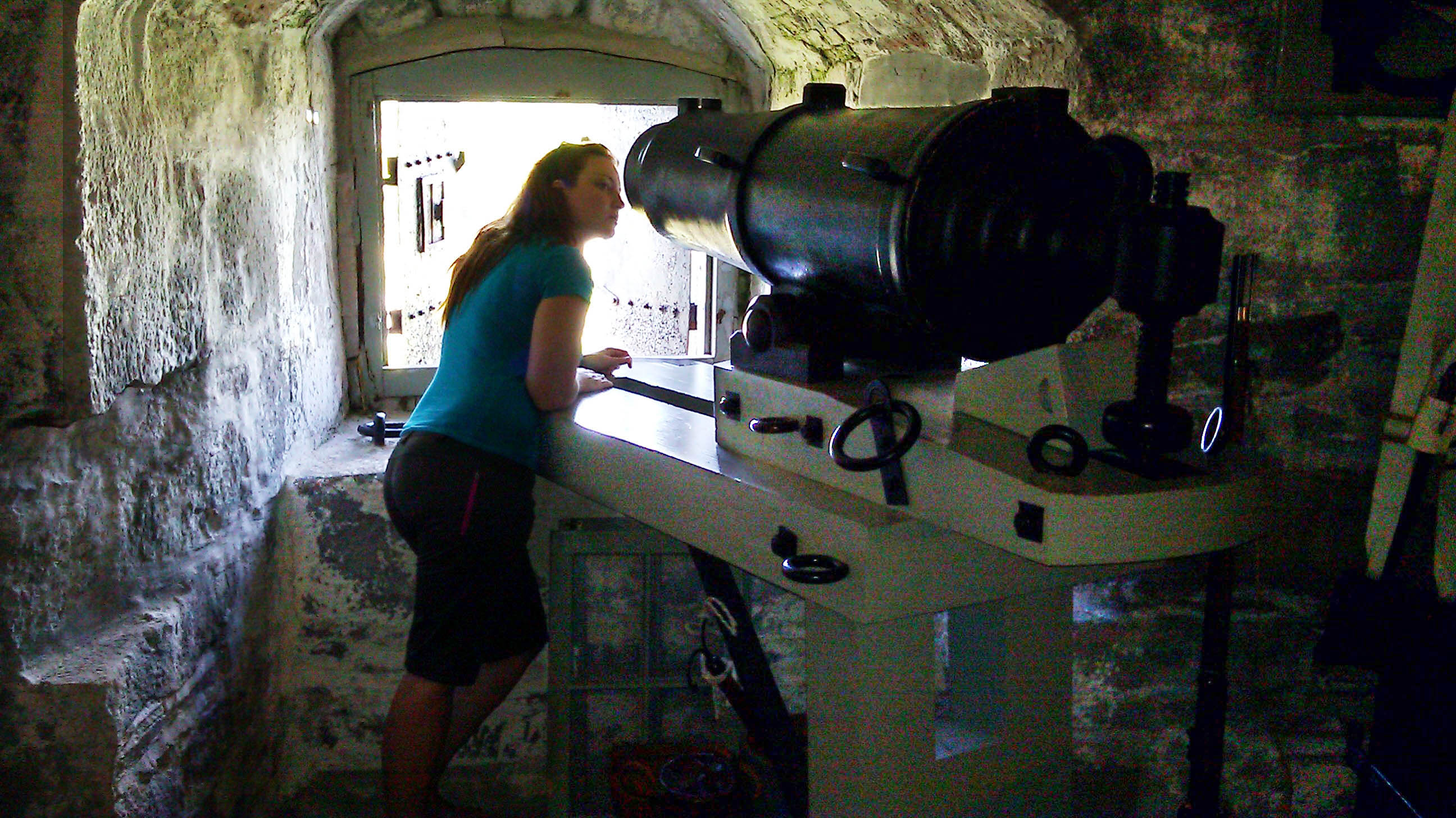
Пушка
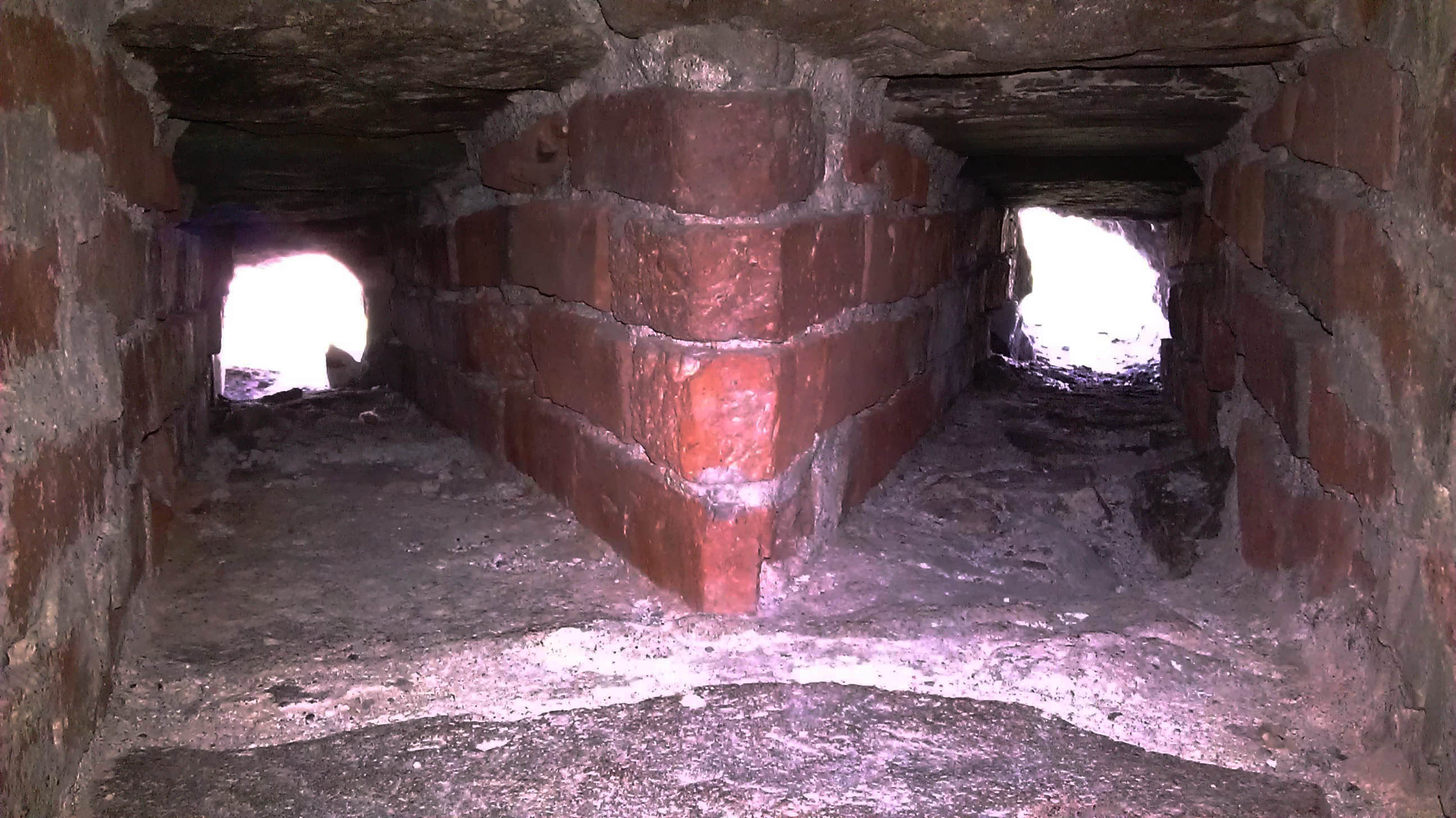
Бойницы
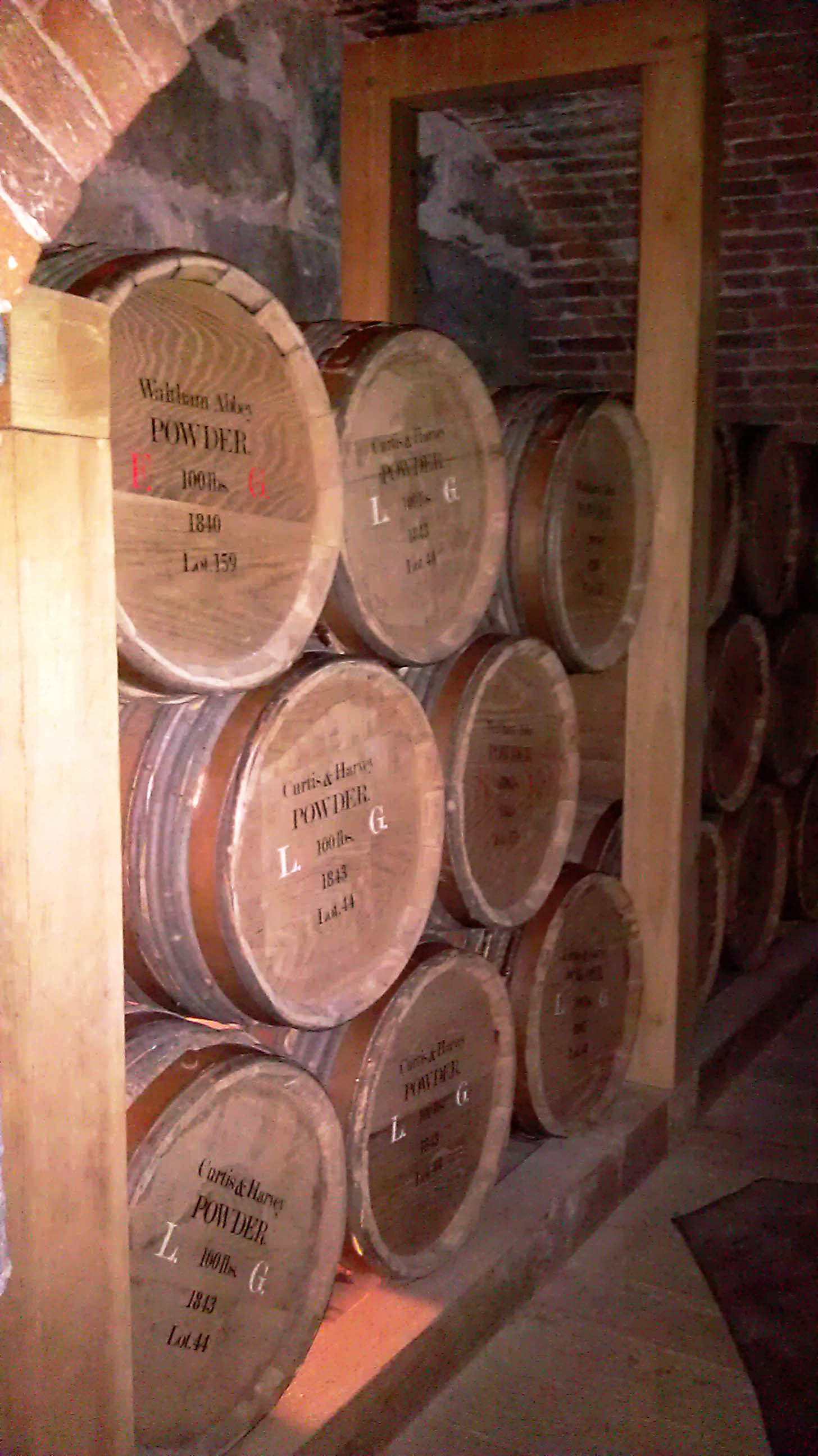
Пороховой погреб